# Tudor Postelnicu
Tudor Postelnicu (* 13. November 1931 in Provița de Sus, Kreis Prahova; † 12. August 2017 in Bukarest) war ein rumänischer Politiker der Rumänischen Kommunistischen Partei PMR (Partidul Muncitoresc Român) und ab 1965 PCR (Partidul Comunist Român), der unter anderem von 1978 bis 1987 Leiter der Abteilung für Staatssicherheit (Departamentul Securității Statului) des Innenministeriums, der berüchtigten Securitate, sowie zwischen 1987 und 1989 Innenminister war.

## Leben

### Kommunistischer Jugend- und Parteifunktionär
Postelnicu schloss 1943 die sechsklassige Grundschule ab und fand danach eine Beschäftigung als Fabrikarbeiter in der Maschinenfabrik in Moreni, in der er anschließend von 1947 bis 1951 als Eisendreher arbeitete. Während seiner dortigen Tätigkeit trat er 1945 als Mitglied in den Kommunistischen Jugendverband UTC (Uniunea Tineretului Comunist) ein und war zwischen September 1950 und April 1951 erst Sekretär des Komitees der kommunistischen Union der Arbeiterjugend UTM (Uniunea Tineretului Muncitor) in der Maschinenfabrik Moreni sowie danach von April bis Juni 1951 Verantwortlicher für Organisation im UTM-Stadtkomitee von Moreni. Daraufhin fungierte er zwischen Juni und November 1951 als Instrukteur und zuletzt als Chef der Sektion Körperkultur und Sport im UTM-Komitee von Câmpina. Im November 1951 besuchte er kurzzeitig die Offiziersschule des Innenministeriums, die er aber einige Monate später wieder verließ. Im Anschluss war er von 1952 bis 1954 Chef der Sektion Arbeiter sowie Mitglied des UTM-Komitees von Câmpina und übernahm nach einem darauf folgenden Besuch der Kaderschule des ZK der UTM von 1954 bis 1959 den Posten als Erster Sekretär des UTM-Komitees von Câmpina und gehörte zugleich dem UTM-Komitee von Ploiești an. Während dieser Zeit war er zuletzt zwischen 1956 und Oktober 1959 Sekretär des UTM-Komitees von Ploiești und fungierte danach von Oktober 1959 bis zum 23. Juni 1964 als stellvertretender Chef der Sektion Organisation sowie als Mitglied des Büros des ZK der UTM.
Im August 1964 wechselte Postelnicu in die Parteizentrale der Rumänischen Kommunistischen Partei PMR (Partidul Muncitoresc Român) und war in dieser bis zum 21. Oktober 1969 Instrukteur in der Sektion Massenorganisation sowie zuletzt in der Sektion Organisation des ZK. Während dieser Zeit absolvierte er 1967 einen Lehrgang an der Parteihochschule „Ștefan Gheorghiu“ und war zwischen Oktober 1969 und Februar 1971 Sekretär des PCR-Parteikomitees im Kreis Olt. Danach übernahm er 1971 zunächst den Posten als Sekretär für Organisation und danach zwischen dem 15. Juni 1976 und dem 7. März 1978 als Erster Sekretär des PCR-Komitees sowie zugleich als Präsident des Exekutivrates des Volksrates im Kreis Buzău. Während dieser Zeit absolvierte er als Doktorand ein Studium an der Wirtschaftsakademie Bukarest.

### Chef der Securitate und Innenminister
Am 3. März 1978 wurde Postelnicu zunächst Präsident der Zentralen Kommission des Innenministeriums für Bestellungen, Anweisungen und Vorschriften. Bereits vier Tage später am 7. März 1978 Staatssekretär (Ministru secretar de stat) sowie in Personalunion Leiter der Abteilung für Staatssicherheit (Departamentul Securității Statului) des Innenministeriums, der berüchtigten Securitate. Diesen Posten hatte er mehr als neun Jahre bis zum 5. Oktober 1987 inne. Auf dem Zwölften Parteitag der PCR (19. bis 23. November 1979) wurde er Mitglied des Zentralkomitees (ZK) der PCR und gehörte diesem Gremium bis zum Sturz von Nicolae Ceaușescu im Zuge der rumänischen Revolution am 22. Dezember 1989 an. 1980 wurde er ferner erstmals Mitglied der Großen Nationalversammlung (Marea Adunare Națională) und vertrat dort zunächst den Wahlkreis Videle sowie zuletzt von 1985 bis zum 22. Dezember 1989 den Wahlkreis Băicoi. Im Jahr 1984 soll der frühere Verteidigungsminister und damalige stellvertretende Ministerpräsident, General Ion Ioniță, zusammen mit Generalleutnant Nicolae Militaru, einem früheren Kommandeur der 2. Armee, während eines Staatsbesuchs von Ceaușescu in der Bundesrepublik Deutschland einen Staatsstreich zur Absetzung Ceaușescus geplant haben. Dieser scheiterte jedoch bereits frühzeitig, nachdem zwei an der Planung beteiligte Generäle die geplante Verhaftung von Ceaușescus engsten Vertrauten (Emil Bobu, Ion Dincă, Tudor Postelnicu, Ion Coman und Ilie Ceaușescu) verraten hatten. Auf dem Dreizehnten Parteitag der PCR (19. bis 22. November 1984) wurde er zudem Kandidat des Politischen Exekutivkomitees des ZK der PCR und gehörte auch diesem bis zum 22. Dezember 1989 an.
Am 5. Oktober 1987 löste Postelnicu schließlich George Homoștean ab und übernahm selbst das Amt des Innenministers (Ministru de Interne), den er bis 22. Dezember 1989 bekleidete. Er war in seiner Funktion als Chef der Securitate sowie als Innenminister zwischen dem 7. März 1978 und dem 22. Dezember 1989 auch Mitglied des Verteidigungsrates der Sozialistischen Republik Rumänien. Zu Beginn der Revolution gehörte er neben Nicolae Ceaușescu und Elena Ceaușescu, Ministerpräsident Constantin Dăscălescu, Gheorghe Oprea, Manea Mănescu, Ion Dincă, dem Sekretär des ZK für Kader und Organisation Emil Bobu, dem Leiter der Securitate Iulian Vlad, Verteidigungsminister Vasile Milea sowie Vize-Verteidigungsminister Ilie Ceaușescu zu den wenigen Politikern, die in die geplante Niederschlagung der Revolution eingeweiht waren. Am Morgen des 17. Dezember, einem Sonntag, sammelten sich erneut mehrere Tausend Demonstranten in Timișoara. In mehreren Teilen der Stadt marschierte Militär auf. Die Studentenwohnheime waren diesmal nicht verschlossen und die Studenten schlossen sich den Demonstranten an. Das Kreisparteikomitee wurde diesmal von Soldaten bewacht, es gelang den Demonstranten aber, sie in die Flucht zu schlagen und das Gebäude zu stürmen. Die Soldaten wurden daraufhin bewaffnet. Um die Mittagszeit tauchte ein ziviles Geländefahrzeug in der Nähe des Parteikomitees auf, aus seinem Fenster wurden die ersten Schüsse mit einer Maschinenpistole abgegeben. Etwa gleichzeitig flogen die Politbüromitglieder Ion Coman und Ilie Matei aus Bukarest nach Timișoara, von vier Generälen begleitet: Generalstabschef Ștefan Gușă, der erste stellvertretende Verteidigungsminister Victor Stănculescu, der Kommandeur der chemischen Streitkräfte, Mihai Chițac und Luftwaffengeneral Ardeleanu. Nach ihrer Abreise fand in Bukarest eine dramatische Sitzung des Politbüros statt. Ceaușescu erhob gegen die anwesenden Minister Tudor Postelnicu (Inneres) und Vasile Milea (Verteidigung) sowie gegen Securitate-Chef Vlad den Vorwurf, die Sicherheitskräfte in Timișoara nicht mit scharfer Munition ausgerüstet zu haben, und drohte mit seinem Rücktritt. Auf eindringliche Bitte des Politbüros zog er die Drohung zurück. 
Am 2. Februar 1990 wurde Postelnicu gemeinsam mit Manea Mănescu, Ion Dincă und Emil Bobu zu lebenslanger Haft verurteilt. Diese wurde später in eine 14-jährige Freiheitsstrafe umgewandelt, ehe er 1997 vorzeitig aus der Haft entlassen wurde.

### Ehrungen und Auszeichnungen
Für seine langjährigen Verdienste wurde Postelnicu mehrfach ausgezeichnet und erhielt unter anderem den Orden der Arbeit Dritter Klasse (Ordinul Muncii), 1962 den Stern der Volksrepublik Rumänien Vierter Klasse (Ordinul Steaua Republicii Populare Române) sowie 1981 den Orden zur Verteidigung des Vaterlandes Zweiter Klasse (Ordinul Apărarea Patriei).